# 梅北町
梅北町（うめきたちょう）は、宮崎県都城市の町丁。郵便番号は885-0063。人口は3,331人、世帯数は1,518世帯である。

## 概要
平地が多く、農業が発達した地域であり、その由来はかつて平季基が、日本最大の荘園である島津荘を設立したことによる。

## 地理
市の南部に位置し、東は安久町、西は今町、北は大岩田町・下長飯町、南は鹿児島県曽於市末吉町南之郷と接する。

また、行政地名ではないが、西端に雄児石と呼ばれる地名がある。

### 河川
- 大淀川
- 梅北川
- 床丸川
- 払川

### 山
- 金御岳
- 天ヶ峰

## 歴史

### 地名の由来
一説によると、平重盛の病気平癒祈願のために開かれた西生寺が仁安3年（1168年）にこの地に移転され、梅が植えられたことが由来とされている。
　阿彌陀堂の後、山中にあり、白梅なり、開山尋譽上人、唐土より携え歸て植うるといふ、樹古り、枝垂れて地に着き、朽根の所レ託なき如し、因て無根梅といふ、又此梅の枝、北方に向て繁茂す、此梅に因て、地名を梅北と號すといふ、今は住古の梅樹枯れて、其種の梅を植ゑ繼き、新樹一株あり、—『三國名勝圖會』
霧島山大曼陀羅院西生寺 ― ◯無根梅

### 梅北城
伝承によると、万寿3年（1026年）に、平季基によって築城されたとされ、季基の娘婿（又は孫婿）である伴兼貞（肝付氏の祖）が拠点とし、その子孫（肝付氏庶流）が梅北氏を称した。

## 交通

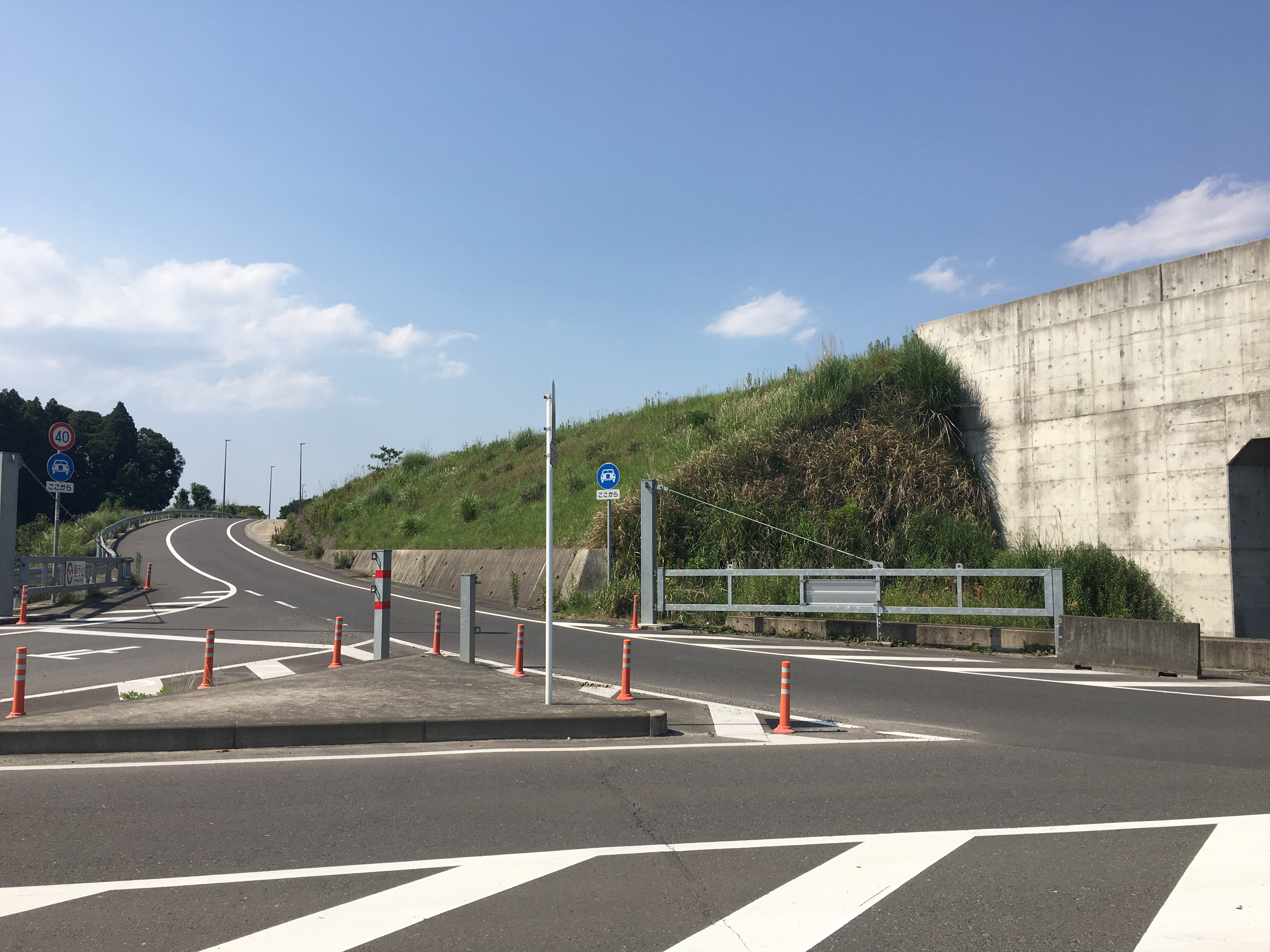
梅北インターチェンジ

### 鉄道
- 域内に鉄道駅はないが最寄駅は西都城駅（JR日豊本線・きりしま）か五十市駅（JR日豊本線）が挙げられる。

### 道路
- 国道269号
- 宮崎県道12号都城東環状線
- 宮崎県道109号飯野松山都城線
- 都城盆地朝霧道路
- 都城志布志道路
  - 梅北インターチェンジ - 金御岳インターチェンジ

### バス
- 宮崎交通30系統[6]

## 学区
- 小学校は都城市立今町小学校もしくは都城市立梅北小学校に[7]、中学校は都城市立中郷中学校に進学する[8]。

## 施設

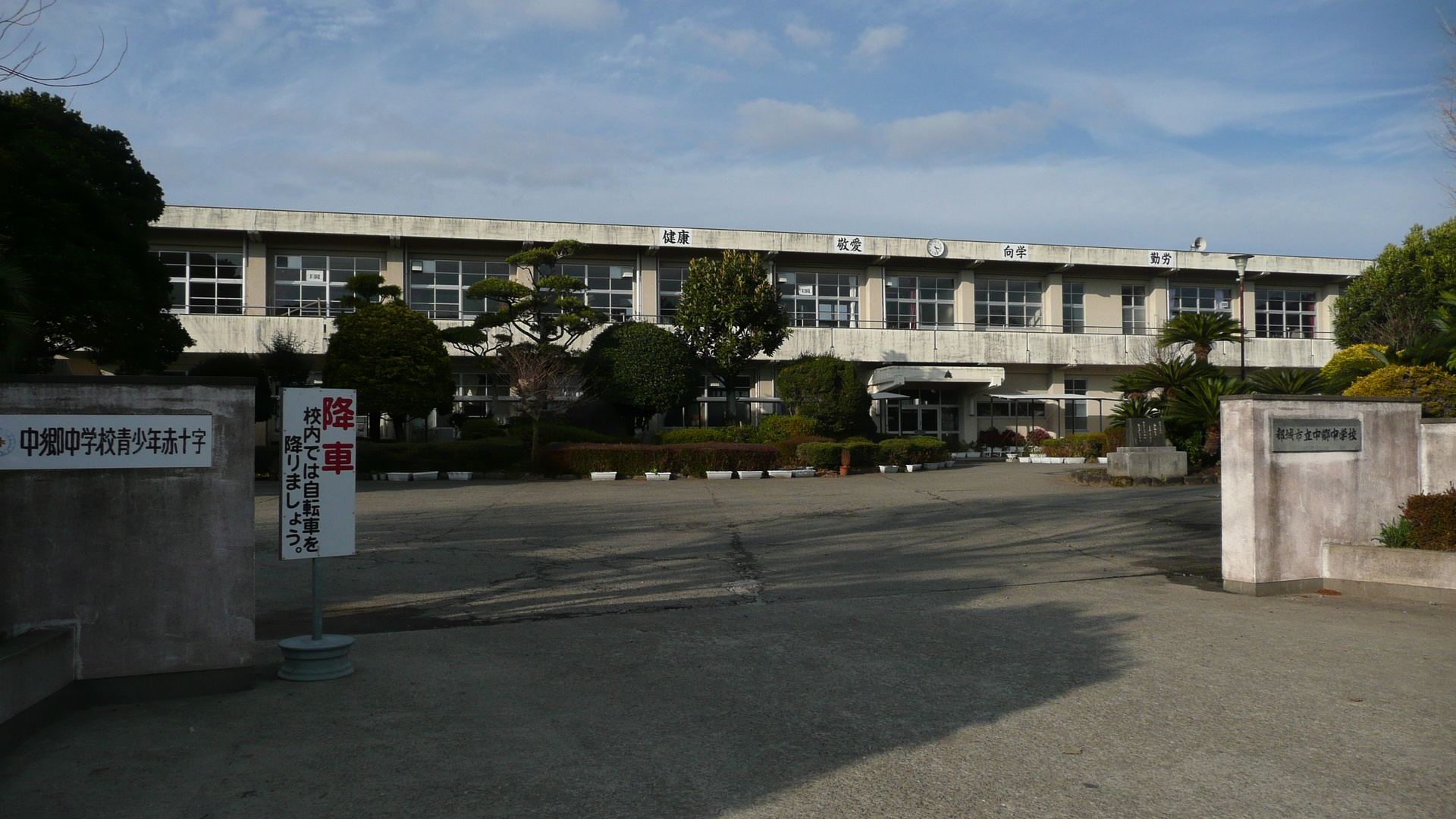
都城市立中郷中学校

- 都城市立梅北小学校
- 都城市立中郷中学校
- 梅北郵便局
- JA都城梅北支所

## 名所・旧跡・観光スポット・祭事・催事
- 黒尾神社
- 梅北城跡
- 西生寺跡：田の神（タノカンサァ）と石仏群

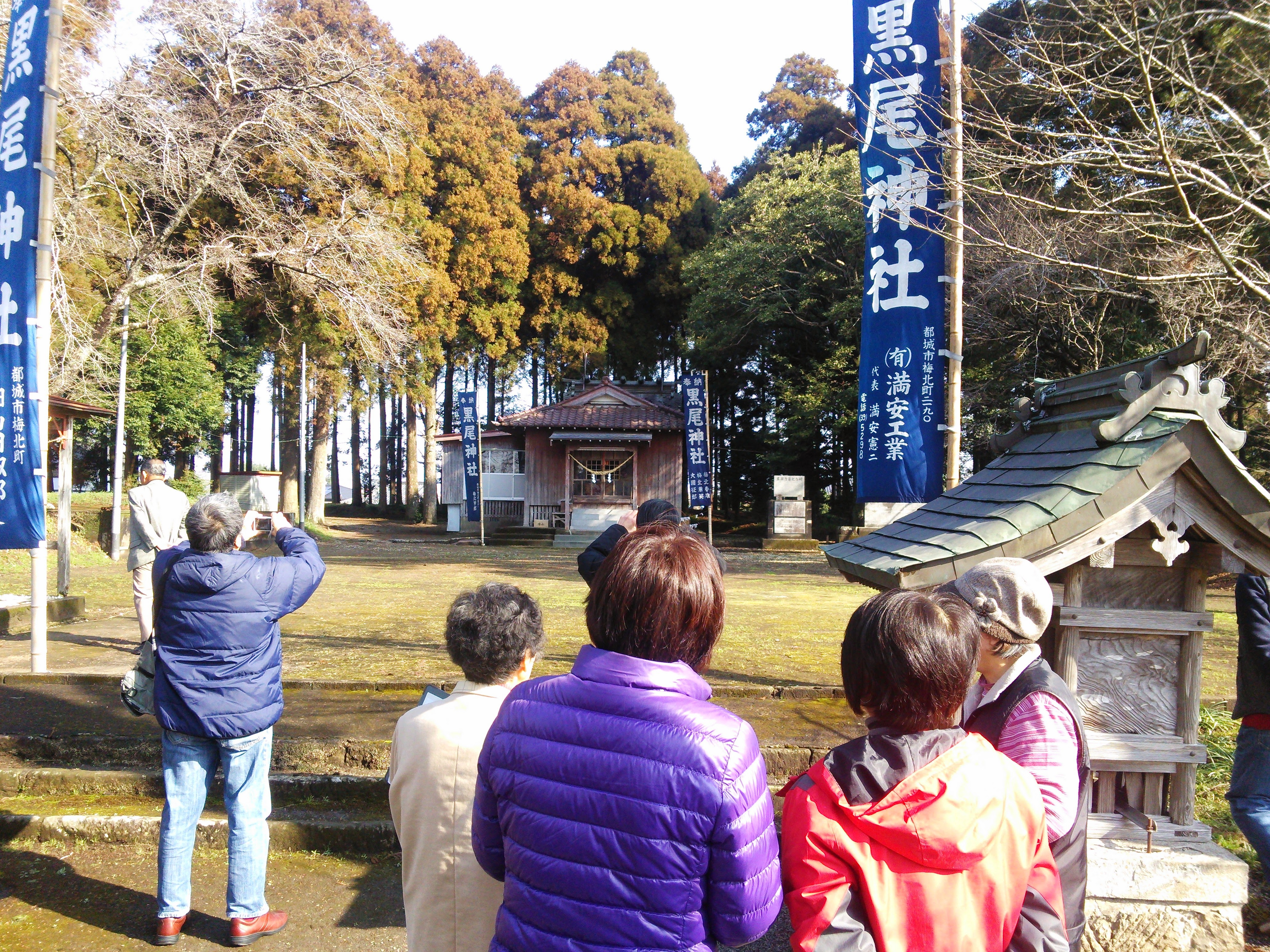
黒尾神社

- 池田貞記の碑：都城茶の基礎を築いた池田貞記の碑
- 安久節：発祥の安久町のほか、梅北町を含む都城市一帯においても親しまれている。

## 人口
都城市ホームページによると、2021年（令和3年）6月1日時点での域内の人口は以下の通りである。
| 世帯数    | 男      | 女      | 計      |
| --------- | ------- | ------- | ------- |
| 1,518世帯 | 1,595人 | 1,736人 | 3,331人 |

## 沿革

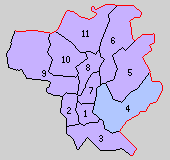
1.都城町 2.五十市村 3.中郷村 4.三股村 5.山之口村 6.高城村 7.沖水村 8.志和池村 9.庄内村 10.山田村 11.高崎村（紫：都城市 青：三股町）

- 明治初年（1868年） ― 薩摩鹿児島藩領として、「旧高旧領取調帳」に『都城郷（外城）梅北村』として記載されている。
- 明治4年7月14日（1871年8月29日） ― 廃藩置県により鹿児島県の管轄となる。
- 明治5年5月15日（1872年6月20日） ― 都城県の管轄となる
- 明治6年（1873年1月15日） ― 宮崎県（第1次）の管轄となる。
- 明治9年（1876年8月21日） ― 第2次府県統合により鹿児島県の管轄となる。
- 明治12年（1879年2月17日） ― 郡区町村編制法の鹿児島県での施行により、行政区画としての諸県郡が発足。郡役所が都城に設置。
- 明治16年（1883年5月9日） ― 宮崎県（第2次）が発足し、諸県郡のうち同県に所属する区域をもって北諸県郡が発足。戸長役場を倉園に設置。
- 明治22年（1889年5月1日） ― 町村制の施行により、豊満・梅北・安久の３ヶ村が合併し中郷村が発足。大字は旧村名を継承し、役場は安久に設置。
- 大正13年（1924年4月1日） ― 都城町が市制施行により都城市となり、郡から離脱。
- 昭和42年（1967年3月3日） ― 梅北村を含む中郷村が都城市に編入。以後、中郷地区梅北町となる[9]。

## 地域

### 中郷地区梅北町
- 益貫
- 麓
- 中西
- 大薗
- 門貫
- 片平
- 城下
- 京之峯
- 北原
- 神応寺
- 斧研
- 川ノ上
- 中野
- 払川
- 高樋
- 女橋
- 雄児石
- 緩毛原
- 高見堂
- 川内
- 牟礼木
- 西生寺
- 嫁坂
- 諏訪山
- 眉白山
- 内山
- 大浦
- 仙人谷
- 川原谷